# NCIS: ハワイ
『NCIS: ハワイ』（NCIS: Hawaiʻi）はアメリカのポリスプロシーデュラルテレビドラマで2021年9月20日からCBSで放映された。このドラマでは、ハワイを拠点とする海軍犯罪捜査局の架空の特別捜査官のチームを率いるジェーン・テナント特別捜査官をヴァネッサ・ラシェイが演じる。この番組は『NCIS 〜ネイビー犯罪捜査班』のスピンオフであり『NCIS』フランチャイズの4作目となる。シリーズはクリストファー・シルバー、ジャン・ナッシュ並びに複数のエピソードを演出したラリー・テンとともに脚本および製作総指揮を担当したマット・ボザックが原案を担当した。このシリーズにはアレックス・タラント、ノア・ミルズ、ヤスミン・アル＝ブスタミ、ジェイソン・アントゥーン、トリ・アンダーソンおよびキアン・タランが出演している。
2023年2月に第3シーズンの製作が決定され、2024年2月12日に放映された。第3シーズンの撮影は2023年12月4日に始められた。
2024年4月、シリーズは3シーズンで打ち切られ、『NCIS:LA 〜極秘潜入捜査班』、『NCIS: ニューオーリンズ』に続いてNCISシリーズで3番目のシリーズ終了となった。現在まで、フランチャイズの中で最も短命なシリーズとなっている。シリーズの最終回は2024年5月6日に放送された。

## あらすじ
このシリーズは、ジェーン・テナント特別捜査官が指揮を執っているパールハーバー支局で働く海軍犯罪捜査局の架空のチームを追っている。このチームは軍事と国家安全保障に関連する犯罪を捜査する。

## キャスト
※括弧内は日本語吹替。

### メイン
ジェーン・テナント
演 - ヴァネッサ・ラシェイ、声 - 水樹奈々
NCISの特別捜査官で、ハワイ支局の初めての女性のチームリーダー
元CIAエージェントで、彼女をNCISに引き抜いた人物はL Jethro Gibbsとされている
若き日のジェーン・テナント：演 - ロンダ・カハナ
カイ・ホルマン
演 - アレックス・タラント、声 - 森永友基
チームの新人NCIS捜査官で、最近父親の面倒を見るために故郷に戻ってきた
ジェス・ブーン
演 - ノア・ミルズ、声 - 神尾佑
テナントの腹心で副官。元ワシントンDCの殺人課刑事で島のハイキングコースをよく知っている
ルーシー・タラ
演 - ヤスミン・アル＝ブスタミ、声 - 潘めぐみ
ハワイ支局の若手現場捜査官。ウィスラーに好意をもたれ、その後恋人となる
アーニー・マリク
演 - ジェイソン・アントゥーン、声 - 山本満太
ハワイ支局のサイバー情報スペシャリスト
キャサリン・マリー・"ケイト"・ウィスラー
演 - トリ・アンダーソン、声 -川崎芽衣子
国防情報局（DIA）で、後に連邦捜査局（FBI）特別捜査官でNCIS-FBIリエゾン。タラの好意の相手で後に恋人となる
アレックス・テナント
演 - キアン・タラン（シーズン1-2、シーズン3にゲスト出演）、声 - 田中光
ジェーンの長子

### リカーリング
ジュリー・テナント
演 - マヒナ・ナポレオン、声 -井上ほの花
ジェーンの末子
ウォーリー・ホルマン
演 - モーゼス・ゴッヅ、声 -及川いぞう
カイの父親、レストラン ウォーリーズ・イートリーのオーナー
ダニエル・テナント
演 - アンソニー・ルイヴィヴァー、 声 -津田健次郎
ジェーンの元夫で子供達の父親
ジョー・ミリウス大佐
演 - エンヴェア・ジョカイ、声 -矢部央年
太平洋艦隊司令官の副参謀長、後にペンタゴンに異動。ジェーンの好意の対象でもあり、彼の転勤が正式に決まって二人はついに関係を完結させた
ニール・パイク
演 - マーク・ゲスナー、声 -菊池康弘
沿岸警備隊捜査部の特別捜査官
ヒナ
演 - ダニレレ・ザロパニー、声 -高橋雛子
カイの幼馴染、サーフショップの店員でもあり
カイの父のレストラン ウォーリーズ・イートリーのウェイトレス
マギー・ショー
演 - ジュリー・ホワイト、声 -榊原良子
元CIA局員。ジェーンの以前の指導者で友人
ノーマン・”ブン・ブン"・ゲイツ大尉
演 - シャリフ・アトキンス、声 -酒元信行
チームの爆発物専門家
カーラ・チェイス軍医中佐
演 - シーナ・コフォエド、声 -近内仁子
パールハーバー・ヒッカム統合基地に配属された検視官
チャーリー1（又はチャールズ1、本名不詳）
演 - リンク・ハンド、声 -樋山雄作
歴史教師の母親からシャルルマーニュと名付けられた
元CIAのオペレーター（ジェーンの推測では元オレンジタスクフォースの一員）後に軍隊に入隊
PMC-民間軍事請負業者として働いていた
2011年、彼はCIAのためにシリアで任務に就いたが、メンバー全員が死亡し、唯一の生存者
2023年5月、ジェーンを救出に向かったベネズエラのカラカスでジェーン救出後にエイドリアン・クリールに頭を撃たれて死亡 亡くなるまではNCISのジェーンのチームの協力者でもあった
サム・ハンナ
演 - LL・クール・J（シーズン2および3で特別ゲスト出演）、声 -小原雅人
ロサンゼルス支局OSP特別捜査官現場対応チーム上級捜査官

### 注目すべきゲスト
デビット・ソラ
演 - ビューラ・コアレ
ニュージーランドの諜報員

### クロスオーバー

#### 『NCIS 〜ネイビー犯罪捜査班』
ニック・トーレス
演 - ウィルマー・バルデラマ、声 -遊佐浩二
テナントととの過去の関係があるNCIS特別捜査官
ジェシカ・ナイト
演 - カトリーナ・ロー、声 -渡辺明乃
NCIS特別捜査官
ケイシー・ハインズ
演 - ディオナ・リーズノーバー、声 -佐藤ゆうこ
ワシントンDCのチームの鑑識専門家
アルデン・パーカー
演 - ゲイリー・コール、声 -安原義人
ワシントンDCの重大事件対応チームのNCIS監督特別捜査官
ジミー・パーマー
演 - ブライアン・ディーツェン、声 -玉木雅士
ワシントンDCチームの主任検視官

#### 『NCIS:LA 〜極秘潜入捜査班』
グリーシャ・"G"・カレン
演 - クリス・オドネル、声 -森川智之
ロサンゼルス支局OSP特別捜査官現場対応チーム主任捜査官
サム・ハンナ
演 - LL・クール・J、声 -小原雅人
ロサンゼルス支局OSP特別捜査官現場対応チーム上級捜査官、OSP副官

## エピソード
| シーズン | シーズン | エピソード | 米国での放送日 | 米国での放送日 |
| シーズン | シーズン | エピソード | 初回           | 最終回         |
| -------- | -------- | ---------- | -------------- | -------------- |
|          | 1        | 22         | 2021年9月20日  | 2022年5月23日  |
|          | 2        | 22         | 2022年9月19日  | 2023年5月22日  |
|          | 3        | 10         | 2024年2月12日  | 2024年5月6日   |

## 製作

### 企画
2021年2月16日、匿名の情報筋がハリウッド・リポーター誌に『NCIS』フランチャイズの4番目のシリーズとなる可能性がある『NCIS: ハワイ』の契約が、CBSからの直接のシリーズ発注に近づいていると語った。また、クリストファー・シルバー、ジャン・ナッシュおよびマット・ボザックが原案と製作総指揮を務め、シルバーとナッシュは共同でショーランナーも務めるともしている。フランチャイズの他のシリーズとは異なり、別のシリーズ内に設定された裏パイロット版から開始する予定はない。このシリーズのロケ地はCBSの別のハワイを舞台としたドラマ『私立探偵マグナム』とのクロスオーバーの可能性も生み出すだろう。『NCIS:LA 〜極秘潜入捜査班』は『私立探偵マグナム』のすでに終了した姉妹シリーズである『HAWAII FIVE-0』と2012年にクロスオーバーしたことがある。情報筋によると、プロデューサーはすでにパイロット版の監督を探し始めており、脚本家の採用に取り組んでいるということだった。
2021年4月初旬、このシリーズが2021-22年テレビシーズンに採用される予定であると報じられた。2021年4月23日にCBSは正式に『NCIS: ハワイ』のシリーズを発注した。ラリー・テンがパイロット版が製作総指揮を務めることも発表された。ボザック、ナッシュおよびシルバーがパイロット版の脚本を執筆した。シリーズ名も、ハワイ語で使用されている公式のスペルを反映するためにオキナが追加されて、正式に NCIS: Hawaiʻi に変更された。2021年10月11日、CBSはフルシーズンでこのシリーズを採用した。2022年1月3日、2022年3月28日に親シリーズ『NCIS 〜ネイビー犯罪捜査班』のシーズン19とのクロスオーバーが行われることが発表された。両シリーズのショーランナーは、以前にクロスオーバーについて言及しており、CBSエンターテインメント社長のケリー・カールは、『NCIS: ハワイ』の最初のエピソードのバッチが終了した後にクロスオーバーに関する議論が始まると述べていた。2022年3月31日、CBSはシーズン2の製作を決定し、2022年9月19日に放映が始まった。
シーズン2にはさらに2回のクロスオーバーが制作され、1回目は『NCIS 〜ネイビー犯罪捜査班』と、2回目は『NCIS 〜ネイビー犯罪捜査班』と『NCIS:LA 〜極秘潜入捜査班』とのものだった。2023年2月21日、CBSはシーズン3の製作を決定し、2024年2月17日から放映された。

### キャスティング
2021年4月7日、CBSが『NCIS』フランチャイズで初の女性の主役となる『NCIS: ハワイ』の女性主役のキャストを探していると報じられた。女性主役のキャラクター名は仮にジェーン・テナントとされ、その役と他の主要キャラクターのキャスティングがほぼ同時期に始められた。2021年4月30日、ヴァネッサ・ラシェイがジェーン・テナント役でシリーズのレギュラーに抜擢されたことが報じられた。一方、ヤスミン・アル＝ブスタミとジェイソン・アントゥーンもルーシーとアーニー役でシリーズのレギュラーに抜擢された。ノア・ミルズがジェシー役でキャストに加わったことが発表された。トリ・アンダーソンとキアン・タランがケイト・ウィスラーとアレックス役でシリーズレギュラーに抜擢された。2021年7月8日、アレックス・タラントがカイ役でメインキャストに加わり、エンヴェア・ジョカイがリカーリングロールのジョー・ミリアス役で出演することが発表された。
元『HAWAII FIVE-0』の出演者、ビューラ・コアレが、シリーズ初の2話連続エピソードにゲストとして出演した。『NCIS 〜ネイビー犯罪捜査班』の出演者、ウィルマー・バルデラマとカトリーナ・ローが『NCIS』のキャラクターとして出演した（ローは『HAWAII FIVE-0』にも出演した）。ゲイリー・コールとディオナ・リーズノーバーもまた『NCIS』の登場人物としてクロスオーバーに出演した。

### 撮影
このシリーズでは、2020年に終了した『HAWAII FIVE-0』のために建設された製作施設を使用することが計画された。パイロット版ではラリー・テンが監督を務め、ヤス・タニダが撮影を担当した。シリーズの撮影は、2021年6月16日に伝統的なハワイの祝福とともに[[For the pilot episode, Larry Teng served as the director while Yasu Tanida provided cinematography work.|オワフ島のノースショア]]の非公開の場所で開始された。2日後の2021年6月18日にはパールハーバー・ヒッカム統合基地で撮影が行われた。第1話と第2話はどちらも2021年7月22日までに撮影を終了した。
2022年1月25日、コアレとタラントはシーズン1の撮影でスタッフが成し遂げた功績を讃えて、NCISハワイ支局の撮影セットでハカを披露した。シーズン1の撮影は2022年3月19日に終了した。
シーズン3の撮影は2023年12月4日に開始された。

### 打ち切り
2024年4月26日にCBSは3シーズンを持ってシリーズを打ち切った。シリーズの打ち切りはハワイの映像産業に悪影響を与え、350人から400人が雇用を失った。CBSによれば、この打ち切りは財務コスト、視聴率および2024-25シーズンのネットワークのラインナップが要因となっており、また特に『en:NCIS: Origins』の発表に伴い、ネットワークが『NCIS』フランチャイズからの番組出演を制限したことが原因だった
この中止発表はファンからの反発を受け、その後、Change.orgで「CBSの『NCIS: ハワイ』を救え」というタイトルの嘆願書を出すなど、番組を救うためのキャンペーンを始めた。

## 公開
CBSは2021年5月19日に、親シリーズである『NCIS 〜ネイビー犯罪捜査班』の直後の東部標準時で月曜の午後10時の新シリーズを含む秋の放送予定（2021-22年テレビシーズン）を発表した。同日に公開された最初のティーザー予告編では、ラシェイがシリーズの概要と彼女の役割について語っている。2021年7月12日、CBSはシリーズの初放送日を2021年9月20日と発表した。TVLineは3日後の2021年7月15日にシリーズの独占公開プロモーション写真を公開した。2番目のティーザートレーラーは2021年8月に公開され、『NCIS』との共同プロモーションを特集した。シリーズの第12話「スパイ（全編）」は2022年1月23日日曜日のAFCディビジョナル・プレーオフの放送終了後に放映され、第13話は翌日の番組の通常の時間帯に放映された。

## 評価

### 批評家の反応
Metacriticでは、シリーズは6人の批評家のレビューに基づいて48%のスコアを獲得しており、「賛否両論または平均的なレビュー」を示している。Rotten Tomatoesでは、シーズン1は5人の批評家のレビューに基づいて60%の支持率を獲得している。バラエティ誌のキャロライン・フラムクは初回放送に肯定的なレビューを与え、「この番組は、軍事用語、効率的な会話、派手な謎など、すべてにおいて『NCIS』と共通点があるように感じる。すでにファンであれば、試してみる価値がある。そうでない場合は、他にもたくさんの番組がある」と書いている。IMDbでは、シリーズは8,700の批評に基づいて10点満点中の6.7点の評価を受けている。

### 視聴率
| シーズン | 時間帯 (ET)    | エピソード | 初回          | 初回              | 最終回        | 最終回            | TVシーズン | 順位 | 平均視聴者数 (百万人) |
| シーズン | 時間帯 (ET)    | エピソード | 日付          | 視聴者数 (百万人) | 日付          | 視聴者数 (百万人) | TVシーズン | 順位 | 平均視聴者数 (百万人) |
| -------- | -------------- | ---------- | ------------- | ----------------- | ------------- | ----------------- | ---------- | ---- | --------------------- |
| 1        | 月曜日午後10時 | 22         | 2021年9月20日 | TBD               | 2022年5月23日 | TBD               | 2021–22    | 14   | 8.28                  |
| 2        | 月曜日午後10時 | 22         | 2022年9月19日 | TBD               | 2023年5月22日 | TBD               | 2022–23    | 16   | 7.53                  |
| 3        | 月曜日午後10時 | 10         | 2024年2月12日 | TBD               | 2024年5月6日  | TBD               | 2023–24    | 14   | 7.79                  |